# Секс по руски
Секс по руски (на руски: Сладкая жизнь, буквален превод: Сладък живот) e руски сериал, излязъл на телевизионния екран през май 2014 г.

## Сюжет
„Секс по руски“ е история за любовта във време, в което не е прието да се говори за нея. А когато е прието, се обсъжда от гледна точка на секса. Затова сме създали един доста откровен сериал – в първия сезон, и още по-директен във втория. Главното за нас е темата за любовта“, смята продуцентът Валерий Федорович.
В центъра на историята са шестима млади московчани – Наташа, Вадим, Юля, Марк, Игор и Лера, чийто живот се променя на 180 градуса с появата на главната героиня Саша – самотна майка от Перм, която изкарва прехраната си с танци в нощен клуб. След инцидент на рождения ден на местен военен, Саша изпраща детето при баба си, а тя отива на гости на приятелка в Москва, с която навремето са танцували в Балшой театър. И там става неочакваното... Саша ще се окаже в епицентъра на преплитащи се една в друга истории за изневяра, тайни и интриги. И не само това! Още много болезнени и актуални истини за любовта и секса, доверието и цената на луксозния начин на живот са сред основните сюжетни линии.

## Актьорски състав
- Марта Носова – Саша
- Антон Денисенко – Марк
- Лукерия Иляшенко – Лера
- Роман Маякин – Вадим
- Мария Шумакова – Наташа
- Анастасия Месиокова – Юля
- Никита Панфилов – Игор
- Едуард Мацаберидзе – Тигран

## „Секс по руски“ в България
Сериалът започва в България на 19 юни 2016 г. по интернет платформата на bTV voyo.bg. Дублажът е на студио VMS. Ролите се озвучават от артистите Златина Тасева, Татяна Захова, Десислава Знаменова, Тодор Георгиев и Илиян Пенев.